# 부산광역시립명장도서관
부산광역시립명장도서관은 부산광역시 동래구 소재의 도서관이다.

## 연혁
- 1994년 3월 29일: 개관

## 이용 안내
이용 시간
- 종합자료실: 화~금 09:00~22:00 / 월,토 09:00~18:00 / 일 09:00~17:00
- 디지털자료실, 정기간행물실, 어린이실: 월~토 09:00~18:00 / 일 09:00~17:00
- 열람실: 월~일 07:00~22:00

휴관일
- 매월 첫째·둘째 월요일
- 국가지정 공휴일(공휴일이 일요일인 경우 휴관)
- 도서관장이 자료의 정리 및 기타 사유로 휴관이 필요하다고 인정하는 날